# 3740-es busz
A 3740-es jelzésű autóbuszvonal Miskolc és Mályi között húzódó regionális vonal, amelyet a Volánbusz Zrt. üzemeltet.

## Útvonala
A miskolci autóbusz-állomásról indul. A 3-as főúton kezdi el útját Mezőkövesd felé, odairányban a főúton, visszirányban a Csabai kapun és a Corvin utcán át közlekedik, melyek a város egyik jelentősebb csomópontjában, a miskolctapolcai elágazásnál érnek össze. Hejőcsaba és Görömböly városrészei mentén hagyja el a várost, párhuzamosan a Budapest–Sátoraljaújhely-vasútvonallal.

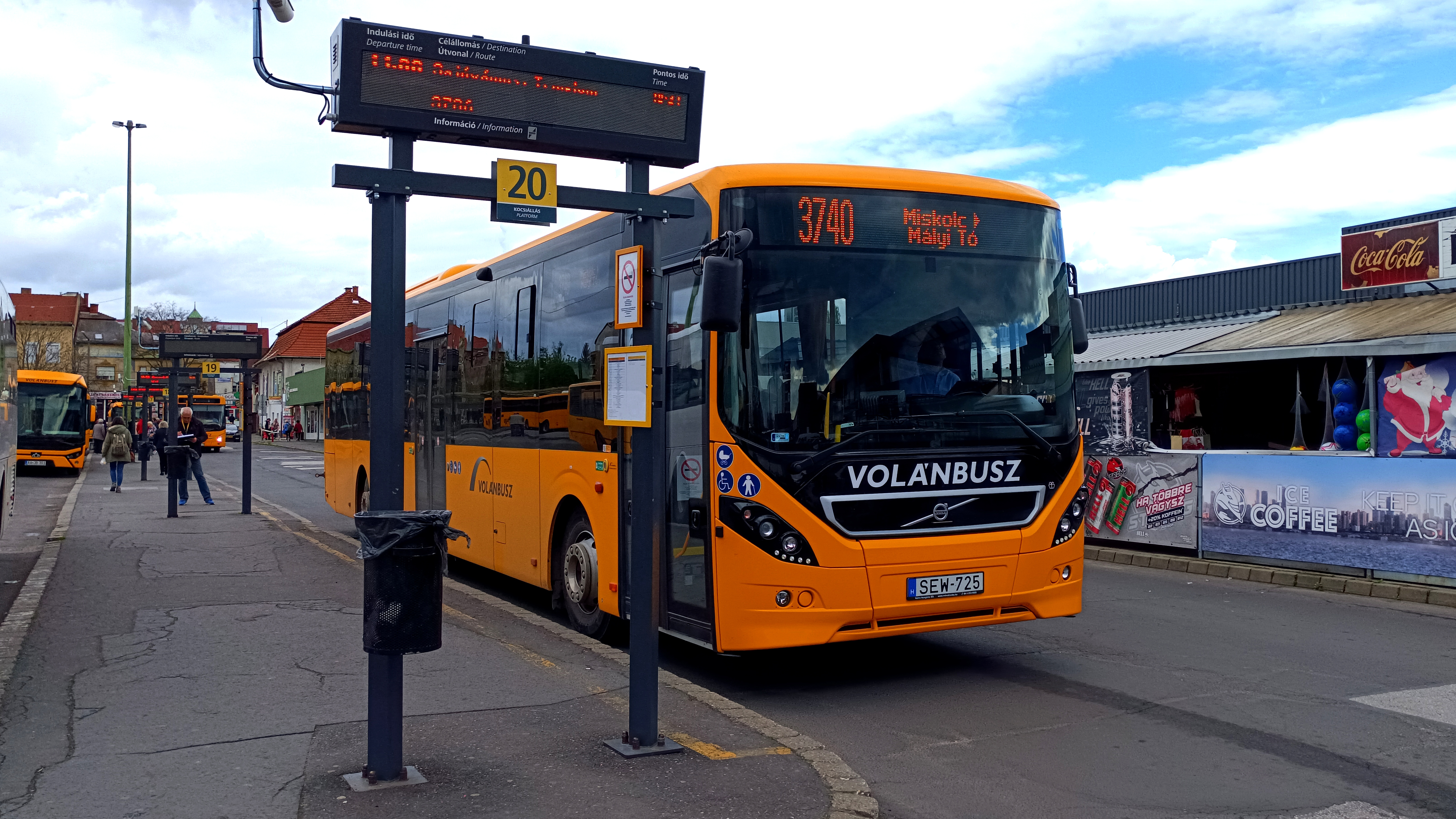
Volvo 8900-as buszok is közlekednek a tóig

Első települését, Mályit az egykori téglagyára felől közelíti meg, majd az indításainak egyik része a főúttal párhuzamos Rákóczi utcán közlekedik, és annak végén található buszfordulóban végállomásozik, míg másik része a környék egyik nevezetességének számító Mályi-tónál és annak üdülőterületénél ér célba, némelyek össze is kötik a kettő részt.

## Közlekedése
Indításai minden nap történnek, sűrű rendszerességgel, annak ellenére, hogy a főút mentén 21 különböző autóbuszvonal kapcsolja össze Miskolccal, a 3740-es buszok kiegészítő járatokként szolgálnak. A belterületén a Rákóczi utcán 4 (3739, 3743, 3744, 3745), a tóig a 3739-es és 3744-es buszvonalak közlekednek el. Legtöbbször szóló járművek közlekednek, de csúcsidőszakban gyakoriak a csuklósok is. Nyári hétvégéken sűrűbbek a járatok.
| Viszonylat                                | Indításszám     | Közlekedési rend                                                         |
| ----------------------------------------- | --------------- | ------------------------------------------------------------------------ |
| Miskolc, aut. áll. – Mályi, aut. ford.    | 2 pár           | szabadnapokon                                                            |
| Miskolc, aut. áll. – Mályi-tó, aut. ford. | 8 pár           | tanítási napokon                                                         |
| Miskolc, aut. áll. – Mályi-tó, aut. ford. | 9 oda, 8 vissza | tanszünetben munkanapokon                                                |
| Miskolc, aut. áll. – Mályi-tó, aut. ford. | 9 pár           | szabadnapokon, kiv. április 1. és szeptember 30. között                  |
| Miskolc, aut. áll. – Mályi-tó, aut. ford. | 6 pár           | munkaszüneti napokon, kiv. április 1. és szeptember 30. között           |
| Miskolc, aut. áll. – Mályi-tó, aut. ford. | 7 pár           | április 1-től május 31-ig és szeptember 1-től 30-ig munkaszüneti napokon |
| Miskolc, aut. áll. – Mályi-tó, aut. ford. | 11 pár          | június 1-től augusztus 31-ig szabadnapokon                               |
| Miskolc, aut. áll. – Mályi-tó, aut. ford. | 15 pár          | június 1-től augusztus 31-ig munkaszüneti napokon                        |

## Megállóhelyei
| 0 | Miskolc, autóbusz-állomás végállomás         | 0.0 km  | 1, 1G, 3, 3A, 4, 7, 11, 12G, 20, 20A, 24, 28, 32, 34G, 35, 43, 44, 45, 101B, 900, 914, 935 1050, 1053, 1369, 1370, 1372, 1373, 1374, 1375, 1376, 1377, 1380, 1381, 1383, 1384, 1410, 1411 3700, 3701, 3702, 3703, 3704, 3705, 3706, 3707, 3708, 3709, 3710, 3711, 3712, 3714, 3715, 3716, 3717, 3718, 3719, 3720, 3721, 3722, 3723, 3724, 3726, 3727, 3728, 3729, 3730, 3731, 3733, 3734, 3735, 3736, 3737, 3738, 3739, 3741, 3742, 3743, 3744, 3745, 3746, 3747, 3748, 3749, 3750, 3751, 3752, 3753, 3754, 3755, 3757, 3760, 3761, 3764, 3765, 3766, 3767, 3770, 3772, 3773, 3774, 3775, 3776, 3777, 4019 |
| 1 | Miskolc, Vörösmarty út (↓)                   | 1.0 km  | 3A, 14G, 21, 21G, 24, 32, 35, 45, 901, Auchan 1 1050, 1369, 1370, 1372, 1375, 1376, 1377, 1380, 1381 3738, 3739, 3741, 3742, 3743, 3744, 3745, 3746, 3747, 3748, 3749, 3750, 3751, 3752, 4019 |
| ∫ | Miskolc, Corvin utca (↑)                     | ∫       | 20, 28, 34, 35, 43, 44, Auchan 1 1369, 1370, 1372, 1375, 1376, 1377, 1410 3738, 3739, 3741, 3742, 3743, 3744, 3745, 3746, 3747, 3748, 3749, 3750, 3751, 3752, 4019 |
| 2 | Miskolc, Lévay József utca (↓)               | 1.8 km  | 4, 30, 31, 32, 35G, 45 1369, 1370, 1377, 1381 3738, 3739, 3741, 3742, 3743, 3744, 3745, 3746, 3747, 3748, 3749, 3750, 3751, 3752, 4019 |
| ∫ | Miskolc, SZTK rendelő (↑)                    | ∫       | 14, 20, 21, 30, 31, 34, 36, 43, 44, 900, 914, 935 1369, 1370, 1377 3738, 3739, 3741, 3742, 3743, 3744, 3745, 3746, 3747, 3748, 3749, 3750, 3751, 3752, 4019 |
| 3 | Miskolctapolcai elágazás                     | 3.2 km  | 4, 14, 20, 24, 30, 32, 34, 36, 43, 44, 45, 900, 914, 935 1050, 1369, 1370, 1372, 1373, 1374, 1375, 1376, 1377, 1380, 1381, 1410, 1411 3738, 3739, 3741, 3742, 3743, 3744, 3745, 3746, 3747, 3748, 3749, 3750, 3751, 3752, 4019 |
| 4 | Miskolc (Hejőcsaba), gyógyszertár            | 4.3 km  | 4, 14, 43, 44, 45, 900, 914 1377, 1381 3738, 3739, 3741, 3742, 3743, 3744, 3745, 3746, 3747, 3748, 3749, 3750, 3751, 3752, 4019 |
| 5 | Miskolc (Hejőcsaba), cementgyár              | 5.0 km  | 4, 14, 43, 44, 45, 900, 914 1377, 1381 3738, 3739, 3741, 3742, 3743, 3744, 3745, 3746, 3747, 3748, 3749, 3750, 3751, 3752, 4019 |
| 6 | Miskolc, Görömböly bejárati út (↓)           | 5.8 km  | 4, 43, 44, 53 1377, 1381 3738, 3739, 3741, 3742, 3743, 3744, 3745, 3746, 3747, 3748, 3749, 3750, 3751, 3752, 4019 |
| 7 | Miskolc, harsányi útelágazás                 | 6.5 km  | 4, 43, 44, 53 1050, 1369, 1372, 1375, 1376, 1377, 1381 3738, 3739, 3741, 3742, 3743, 3744, 3745, 3746, 3747, 3748, 3749, 3750, 3751, 3752, 4019 |
| 8 | Miskolci Állami Gazdaság                     | 8.8 km  | 1377, 1381 3739, 3741, 3742, 3743, 3744, 3745, 3747, 3748, 3749, 3750, 4019 |
| 9 | Mályi, Agroker bejárati út                   | 9.7 km  | 1370, 1377, 1381 3739, 3741, 3742, 3743, 3744, 3745, 3747, 3748, 3749, 3750, 4019 |
| 10 | Mályi, téglagyár                             | 10.3 km | 1370, 1377, 1381 3739, 3741, 3742, 3743, 3744, 3745, 3747, 3748, 3749, 3750, 4019 |
| 11 | Mályi, bolt                                  | 11.1 km | 1050, 1369, 1370, 1372, 1375, 1376, 1377, 1380, 1381, 1410 3739, 3741, 3742, 3743, 3744, 3745, 3747, 3748, 3749, 3750, 4019 |
| 12 | Mályi, Rákóczi utca                          | 11.6 km | 3739, 3743, 3744, 3745 |
| Tanítási napokon 2/3; tanszünetben munkanapokon 3/4; szabadnapokon 2/5; munkaszüneti napokon 1/16 alkalommal nem érintett. |                                              |         | |
| ∫ | Mályi, József Attila utca                    | ∫       | 3739, 3743, 3744, 3745 |
| ∫ | Mályi, autóbusz-forduló vonalközi végállomás | ∫       | 3739, 3743, 3744, 3745 |
| ∫ | Mályi, József Attila utca                    | ∫       | 3739, 3743, 3744, 3745 |
| 12 | Mályi, Rákóczi utca                          | 11.6 km | 3739, 3743, 3744, 3745 |
| 13 | Mályi, Berki Géza utca                       | 12.4 km | 3739, 3744 |
| 14 | Mályi, önkormányzati üdülő                   | 12.8 km | 3739, 3744 |
| 15 | Mályi-tó, autóbusz-forduló végállomás        | 13.3 km | 3739, 3744 |